# Paradoxo da omnipotência

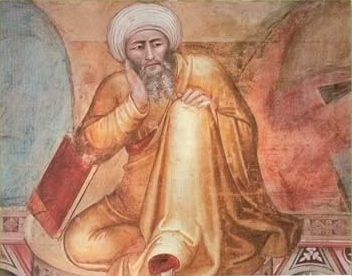
Averróis (1126–1198), um filósofo que discutiu o paradoxo da omnipotência.

O paradoxo da omnipotência (português europeu) ou onipotência (português brasileiro) é uma família de paradoxos relacionados, que discutem sobre o que um ser omnipotente pode ou não fazer. O cerne deste paradoxo é a aptidão do ser omnipotente para realizar uma acção que limite a sua capacidade de realizar acções. O argumento refere que se um ser pode praticar qualquer acção, então pode limitar a sua aptidão para agir, o que o impede de poder realizar qualquer acção, em alternativa, se não consegue limitar as suas acções, então não pode praticar qualquer acção.
Este paradoxo é frequentemente formulado tendo como sujeito o Deus das religiões abraâmicas, embora seja suficiente fazer referência a um ser omnipotente. Um enunciado bastante conhecido deste paradoxo é o denominado paradoxo da pedra: "Pode um ser omnipotente criar uma pedra que não consiga erguer?" Se não consegue erguer a pedra não é omnipotente; se não consegue criar tal pedra não era omnipotente desde o início.
Uma possível reflexão é dizer que Deus criaria a pedra quando o Gato de Schrödinger estiver na caixa e o contador, o veneno e o martelo prontos para serem acionados e a caixa fechada. Se o gato morrer, Deus cria a pedra, se vivo não cria, em sobreposição. De acordo com a mecânica quântica Deus criaria e não criaria a pedra, continuando assim onipotente.
O paradoxo pode também ser visto num contexto não-teológico, por exemplo, com o poder legislativo ou parlamentar,  em que o órgão de poder deve ser omnipotente e também ter a capacidade de se regular a si mesmo.
Alguns filósofos, como J. L. Cowan, vêem neste paradoxo razão suficiente para rejeitar a possibilidade da existência de uma entidade omnipotente. Outros, como Tomás de Aquino, defendem que o paradoxo se forma a partir de um mau entendimento do conceito de omnipotência. O paradoxo pode ser visto como uma barreira capital à formação do conceito de omnipotência, uma vez que a inaptidão (“não consegue levantar”) é um atributo que deveria constar da capacidade total (“omnipotência”), sem requerer argumentos para negar a existência de omnipotência.
Outros filósofos, como René Descartes, afirmam que Deus é absolutamente omnipotente, apesar do problema levantado. Além disso, alguns filósofos consideram que a classificação de um ser como omnipotente ou não-omnipotente é um falso dilema, uma vez que negligencia a possibilidade de existirem diversos graus de omnipotência. Algumas abordagens modernas ao problema envolvem debates semânticos onde se questiona se a língua, e consequentemente a filosofia, conseguem relatar fielmente o conceito de omnipotência em si. Há ainda quem argumente que a omnipotência permite contornar a lógica, tornando o paradoxo inútil.
Para analisar o paradoxo rigorosamente, é necessária uma definição precisa de omnipotência. A definição comum, todo-poderoso, não é suficientemente específica nos assuntos levantados pelo paradoxo. Outras variações do paradoxo têm sido avançadas para além da “variante da pedra”, que é problemática quando da análise sob a óptica da física moderna.

## Análise geral
Qualquer versão do paradoxo da omnipotência gera um dilema, seja aplicado à elevação de uma pedra, seja transformando o enunciado para o de um outro paradoxo clássico, o paradoxo da força irresistível, que pergunta: “O que acontece quando uma força irresistível encontra um objecto inamovível?”, uma resposta é que, sendo a força irresistível então o objecto não é verdadeiramente inamovível; de forma inversa, se o objecto fosse inamovível, então a força não seria verdadeiramente irresistível. O que é um novo dilema, já que a omnipotência de um ser torna a omnipotência do outro impossível,
J. L. Cowan no seu livro "The Paradox of Omnipotence Revisited" faz a seguinte avaliação:
1. Ou Deus consegue ou não consegue criar a pedra que não é possível erguer.
2. Se Deus consegue criar a pedra, não é omnipotente (já que não a consegue erguer).
3. Se Deus não consegue criar a pedra não é omnipotente (pois não a consegue criar).
4. Logo Deus não é omnipotente.

Desta forma negando a omnipotência.
Mas, contrariando esta tese, C.S. Lewis no seu livro "The Problem of Pain" (p. 18) sustenta que a natureza do paradoxo é inerente à sua construção, uma vez que “Não é limitativo do Seu poder. Se dissermos que Deus pode dar livre-arbítrio a uma criatura, ao mesmo tempo que lho nega, não se conseguiu dizer nada acerca de Deus: um conjunto de palavras sem significado não passa a adquiri-lo apenas porque se juntou como prefixo «Deus consegue»” (em tradução livre de: "This is no limit to his power. If you choose to say God can give a creature free will and at the same time withhold free will from it, you have not succeeded in saying anything about God: meaningless combination of words do not suddenly acquire meaning simply because we prefix to them to other words «God can»"). Ou seja, “não porque o seu poder encontre um obstáculo, mas porque um disparate mantém-se um disparate mesmo que seja referido invocando o nome de Deus” ("not because His power meets an obstacle, but because nonsense remains nonsense even when we talk it about God". (p. 18)
Para se analisar o paradoxo de forma rigorosa, uma das diversas definições de omnipotência deve ser empregada. Por exemplo, Peter Geach descreve quatro tipos de omnipotência e distingue-os a todos da noção de todo-poderoso.
Diversas tentativas foram elaboradas no sentido de eliminar a oposição entre a onipotência de Deus e a lógica. Por exemplo, poder-se-ia assumir que o deus omnipotente também é capaz de aprender e progredir, logo Ele criaria a pedra inamovível e em seguida já teria poder suficiente para levantá-la, sendo assim omnipotente. Contudo este problema ainda não pode ser resolvido desta maneira, pois com uma pequena alteração do questionamento, a onipotência é colocada novamente em cheque: Deus poderia criar uma pedra que nunca poderia mover?
Uma tentativa de solução relacionada ao problema, é assumir que "Deus está acima da lógica humana, não estando submisso a esta". Dessa forma, seria hipoteticamente possível que Deus fosse onipotente e sua existência poderia ser cabível ainda que seja verdadeiro o paradoxo da onipotência.
São Tomás de Aquino tentou responder esta questão de forma elaboradamente complexa. Ele diz que a onipotência de Deus não está em fazer atos impossíveis, e sim poder fazer todos os atos possíveis. Para esta definição de onipotência (onipotência lógica, que se manifesta na capacidade de fazer todas as coisas possíveis), a explicação de Tomás de Aquino é satisfatória para o paradoxo. Logo, há coisas que Ele mesmo não pode fazer, sem que com isso perca sua onipotência, segundo a definição dada pelo filósofo. Poder-se-ia citar outras capacidades impossíveis para Deus:
1. Deus não pode fazer alguém parado e correndo ao mesmo tempo (mesmo corpo).
2. Deus não pode fazer um círculo ser ao mesmo tempo um triângulo.
3. Deus não pode fazer alguém mais poderoso que Ele (dizer que pode é o mesmo que afirmar que Ele não tem poder extremo e que alguém pode ser superior a Ele).
4. Deus não pode fazer o passado deixar de ter existido. Já era, se aconteceu, não pode deixar de ter acontecido.
Descartes porém utiliza outra definição para onipotência (onipotência ilógica), na qual Deus pode fazer inclusive coisas ilógicas, como um triângulo redondo. Tal definição acabaria com todos os paradoxos relacionados a sua existência. Essa definição, porém não é aceita pela maioria dos filósofos e teologistas, por ser demasiada simplista e obviamente, ilógica.